# Рефт
Рефт (рос. Рефт) — селище у складі Сухолозького міського округу Свердловської області.
Населення — 6 осіб (2010, 9 у 2002).
Національний склад населення станом на 2002 рік: росіяни — 100 %.